# Miru Tights
Miru Tights (яп. みるタイツ миру таицу) — 12-серийное аниме формата ONA, транслировавшееся в сервисах Nico Nico Channel, dAnime Store и YouTube с 11 мая по 27 июля 2019 года. Сериал повествует об обыденной жизни трёх японских школьниц, фокусируясь на детальном изображении их колготок. Сюжет основан на серии иллюстраций японского художника Ёму (яп. よむ). 23 августа того же года вышло Blu-ray-издание аниме с бонусным 13-м эпизодом. Длительность каждой серии составляет 4 минуты.

## Сюжет и персонажи
В центре сюжета находятся три лучшие подруги, ученицы второго класса старшей школы «Яэгасуми» (яп. 八重霞高等学校) — Юа, Рэн и Хоми. Главная особенность этого аниме — фансервис, сфокусированный на детализированно выполненной демонстрации колготок. Сериал повествует о школьной и повседневной жизни девушек, где так или иначе происходит их взаимодействие с упомянутой одеждой.
- Юа Накабэни (яп. 中紅 ユア Накабэни Юа). Отличница. Имеет популярный аккаунт в социальной сети, где публикует свои фотографии в косплее. Рост — 168 см. Предпочитает тонкие колготки с плотностью ткани 30 денье. Сэйю: Ёко Хикаса[1].
- Рэн Айкава (яп. 藍川 レン Айкава Рэн). Застенчива. Подрабатывает в кафе после школы. Рост — 162 см. Предпочитает непрозрачные колготки 60 денье. Сэйю: Харука Томацу[1].
- Хоми Моэги (яп. 萌黄 ホミ Моэги Хоми). Беззаботная, яркая и активная девушка. Ездит в школу на автомобиле. Ходит в секцию плавания. У неё есть младший брат, учащийся в средней школе. Рост Хоми — 158 см. Предпочитает плотные колготки 110 денье. Сэйю: Ая Судзаки[1].
- Юико Окудзуми (яп. 奥墨 ユイコ Окудзуми Юико). Преподавательница в старшей школе, классный руководитель главных героинь. 27 лет. Любит выпивать сакэ наедине. Рост — 169 см. Предпочитает тонкие колготки 20 денье. Сэйю: Аи Каяно[1].

## Создание и трансляция
Сюжет аниме основан на серии иллюстраций под общим названием «Колготки Ёму» (яп. よむタイツ ёму таицу), публиковавшихся артубками, японского художника под псевдонимом Ёму (яп. よむ), основной темой творчества которого являются девушки в колготках. Рисунки на подобную тематику Ёму публиковал на сайтах Pixiv и Twitter в течение нескольких лет, и, когда у его творчества появилось достаточное количество поклонников, его знакомый посоветовал выпустить иллюстрации печатным изданием. В итоге «Колготки Ёму» привлекли большое внимание, и зашёл разговор об их экранизации. В августе 2018 года в интервью, посвящённом началу продаж артбука «Чёрные колготки» (яп. くろタイツ куро таицу), Ёму объявил о своём намерении создать аниме-сериал по примеру уже вышедшей на тот момент мультипликационной адаптации додзинси Iya na Kao Sare Nagara Opantsu Misete Moraitai от его коллеги-художника с псевдонимом «40 Хара» (яп. 40原).
О ведущейся работе над аниме впервые стало известно в декабре 2018 года. Тогда же вышел тизер-трейлер проекта. Сценарий был написан Фумиаки Маруто (яп. 丸戸 史明), режиссёром стал Юки Огава (яп. 小川 優樹). Дизайн персонажей выполнен Юкари Хибино (яп. 日比野 ゆかり). Студией производства стала Yokohama Animation Lab. При создании сериала было уделено большое внимание колготкам. Особенность иллюстраций Ёму состоит в реалистичном изображении их текстуры, поэтому перед мультипликаторами стояла задача повторить стиль художника, но выполнить его в движении. На каждый кадр анимации рисовалась отдельная текстура для колготок. Для этого аниматоры активно использовали референсы. Например, со слов самого режиссёра, он покупал тематические фотоальбомы и нанимал моделей для позирования.
Аниме выходило на сервисах Nico Nico Channel и dAnime Store с 11 мая по 27 июля 2019 года каждую субботу в 22:00 по японскому стандартному времени. За пределами Японии была организована трансляция на YouTube с субтитрами на английском и китайском языках (в традиционной и упрощённой иероглифике). Длительность одной серии составляет 4 минуты.
Музыкальная композиция в завершающих титрах, «True Days», была исполнена в трёх отдельных версиях — голосами основных персонажей. Все версии были выпущены отдельными синглами в сервисах музыкальной дистрибуции. 11 мая вышла версия в исполнении Рэн, 18 мая — версия Юа, 28 числа — в исполнении Хоми.
Издание на Blu-ray вышло 23 августа, включало все 12 ранее вышедших серий аниме, а также 13-й бонусный эпизод. Кроме этого в составе издания находились компакт-диск с саундтреком, брошюра с короткой мангой авторства Ёму, суперобложка и листовка с иллюстрациями того же художника, а также другие бонусы.

## Оценки
Автор ресурса The Fandom Post восторженно отозвался об аниме, которое, по его мнению, удивительно хорошо обыгрывает тему фетишизма. Рецензент положительно отметил большое внимание, уделяемое кадрам анимации при изображении колготок, однако был огорчён продолжительностью эпизодов.
Весной 2019 года японский сайт Akiba Souken (яп. アキバ総研) провёл голосование на лучшую сэйю весеннего аниме-сезона, по результатам которого Аи Каяно заняла 9-е место, Ёко Хикаса — 12-е, Харука Томацу — 20-е, и Ая Судзаки — 40-е.

## Список серий
| 01 | «Школьные колготки» «Цу:гаку таицу» (通学タイツ)                               | 11 мая 2019 г.     |
| В первый день нового учебного года идёт дождь. Подруги Юа, Рэн и Хоми встречаются в школе перед занятиями. Рэн промочила ноги, так как надела обувь не по погоде. Хоми прыгала по лужам и тоже пришла в сырых колготках. Затем в классе девушки встречают свою преподавательницу Юико, чья красота заставляет их чувствовать себя неполноценными. |                                                                                |                    |
| 02 | «Селфи в косплее с колготками» «Косупурэ дзидори таицу» (コスプレ自撮りタイツ) | 18 мая 2019 г.     |
| Золотая неделя. Юа наряжается в костюмы горничной, зайчика и медсестры, фотографируется в них, затем выкладывает снимки в Twiitter, радуясь восторженным комментариям. Она решает сделать фото в школьной форме, что приводит в волнение наблюдающую за её твитами Рэн, так как использование формы их школы может вызвать проблемы. Однако Юа в итоге использует ненастоящую форму.                                                                      |                                                                                |                    |
| 03 | «Смена колготок» «О-кигаэ таицу» (お着換えタイツ)                              | 25 мая 2019 г.     |
| В школе Хоми обнаруживает на своих колготках стрелку. В момент, когда она решает снять их прямо в классе, девушку останавливает Рэн, в результате чего и её колготки рвутся. Затем в класс приходит Юа, на чьих ногах также виднеется стрелка, которую она случайно оставила утром. Девушки отправляются в раздевалку и меняют колготки на новые, но Рэн нечаянно рвёт и свою свежую пару.                                                                |                                                                                |                    |
| 04 | «Рабочие колготки» «Хатараку таицу» (はたらくタイツ)                           | 1 июня 2019 г.     |
| Рэн спешит на подработку в кафе. Там она переодевается в униформу, которая включает колготки, и приступает к своим обязанностям, включающим принятие заказов, а также уборку заведения. Молодые парни, посещающие кафе, наблюдают за ней с восхищением. В конце рабочего дня Рэн, жалуясь хозяину на объём работы, узнаёт, что приток посетителей связан именно с её приходом.                                                                            |                                                                                |                    |
| 05 | «Купальные колготки» «Мидзуги таицу» (水着タイツ)                              | 8 июня 2019 г.     |
| Время летних каникул. Хоми просыпается утром, надевает школьную форму с колготками поверх купального костюма и отправляется в плавательную секцию школы. Уже в раздевалке она вспоминает, что расписание секции изменилось, поэтому Хоми пришла рано. Тогда она решает выспаться на скамейке раздевалки. Позже девушка рассказывает эту историю подругам.                                                                                                 |                                                                                |                    |
| 06 | «Татами и колготки» «Татами то таицу» (畳とタイツ)                             | 15 июня 2019 г.    |
| В школьном чайном домике, покрытом внутри татами, прошёл урок чайной церемонии. В качестве наказания за плохое поведение Юико задержала Юа, Рэн и Хоми. В то время как Рэн, сидя на коленях, под присмотром учителя выпивает чашку чая по правилам японского этикета, Юа ради шутки резко дотрагивается до онемевшей ноги Рэн, вызывая в ней неприятные покалывания. Рэн изо всех сил сдерживает эмоции, чтобы не испортить церемонию.                    |                                                                                |                    |
| 07 | «Соблазнительные колготки» «Ю:ваки таицу» (誘惑タイツ)                         | 22 июня 2019 г.    |
| В день сдачи теста Юико наблюдает за работой учеников и ловит на себе взгляды одного школьника. В конце занятий, когда выясняется, что тот самый ученик провалил тест, Юико остаётся с ним после занятий и заявляет, что знает причину его невнимательности. Она начинает поглаживать его ноги ступнями, но в этот момент ученик просыпается в классе, думая, что всё ему приснилось. Однако в том же кабинете он обнаруживает Юико, надевающую колготки. |                                                                                |                    |
| 08 | «Массаж ног в колготках» «Асиурацубо таицу» (足裏つぼタイツ)                   | 29 июня 2019 г.    |
| После уроков Юа видит, как Рэн массирует свои ноги. Та объясняет, что они болят из-за подработки в кафе. Юа замечает, что массаж одних только бёдер и икр недостаточно эффективен, предлагая помассировать ей стопы. Тогда Рэн садится на стол, а Юа начинает массировать её ступни. И чем сильнее кричит от ощущений Рэн, тем сильнее это заводит её подругу.                                                                                            |                                                                                |                    |
| 09 | «Колготки под котацу» «Котацу дэ таицу» (こたつでタイツ)                       | 6 июля 2019 г.     |
| Хоми в гостях у Юа делает с ней домашнее задание. Девушки вместе сидят за котацу, под которым греется кот. Диалог между подругами в этот момент показан от лица питомца, которому под котацу видны лишь их колготки. Хоми становится скучно, и она старается погладить кота ногами. Однако тот убегает к Юа, после чего девушки оставляют учёбу, начиная дурачиться с животным.                                                                           |                                                                                |                    |
| 10 | «Ухочистка и колготки» «Мимикаки таицу» (耳かきタイツ)                         | 13 июля 2019 г.    |
| Младший брат Хоми под видом подготовки к экзаменам в старшую школу просматривает эротический журнал с акцентом на колготки. В этот момент к нему заходит сестра с предложением почистить тому уши. Это было нормальной практикой, когда они оба были детьми, однако теперь брат Хоми сопротивляется её желанию, но Хоми заставляет его силой, прижимая голову брата к своим ногам.                                                                        |                                                                                |                    |
| 11 | «Колготки на Валентинов день» «Барэн таицу» (バレンタイツ)                     | 20 июля 2019 г.    |
| День святого Валентина. В зале игровых автоматов Рэн выигрывает мягкую игрушку и отправляется в гости к Юа, которой отдаёт её в благодарность за подаренный ранее этим же днём шоколад. Юа шутит, что лучше бы та подарила себя. Затем она отлучается приготовить чай, а Рэн начинает воображать себя в подарочной ленте. Ей нравится эта идея, и подруга решает таким образом разыграть Юа, однако запутывается в ленте и не может освободиться.         |                                                                                |                    |
| 12 | «Путешествие в колготках» «Таби таицу» (旅タイツ)                              | 27 июля 2019 г.    |
| Рэн, Хоми и Юа решают, куда отправиться на время весенних каникул. Дома у Юа они просматривают журналы, чтобы выбрать место для отдыха. Среди предложений фигурируют Европа, горячие источники, Окинава и Тайвань. После длительного обсуждения девушки засыпают. Затем демонстрируется слайд-шоу с фотографиями из их поездки. |                                                                                |                    |
| 13 | «Косплей-фотосессия в колготках» «Косупурэ сацуэй таицу» (コスプレ撮影タイツ)  | 23 августа 2019 г. |
| Некий художник организует фотопроект на основе собственных иллюстраций. Юа должна выступить в качестве модели. Рэн соглашается сопровождать её на фотосессию, перед которой они решают организовать репетицию. В итоге подруги устраивают костюмированный фотосет с Юа и Рэн в качестве моделей и Хоми в качестве фотографа. |                                                                                |                    |